# Ariciu, Brăila
Ariciu este un sat în comuna Salcia Tudor din județul Brăila, Muntenia, România.